# Насићи
Насићи су насељено мјесто у Босни и Херцеговини у општини Бреза које административно припада Федерацији Босне и Херцеговине. Према попису становништва из 1991. у насељу је живјело 63 становника.

## Географски положај
Насићи се налазе око 10 km источно од Брезе.

## Становништво
| Националност       | 1991.     |
| Хрвати             | 63 (100%) |
| Муслимани          | 0         |
| Срби               | 0         |
| Југословени        | 0         |
| остали и непознато | 0         |
| Укупно             | 63        |

Насићи су једино село са хрватском већином у општини Бреза.